# Tethya tasmaniae
Tethya tasmaniae är en svampdjursart som beskrevs av Sarà 2004. Tethya tasmaniae ingår i släktet Tethya och familjen Tethyidae.
Artens utbredningsområde är havet kring Australien. Inga underarter finns listade i Catalogue of Life.